# Otto Kumm
Otto Kumm  est un SS-Brigadeführer und Generalmajor der Waffen-SS allemand de la Seconde Guerre mondiale, né le 1er novembre 1909 à Hambourg (Empire allemand) et mort le 23 mars 2004 à Offenbourg (Allemagne).
Il a notamment été le dernier Brigadeführer de la Waffen-SS encore en vie.

## Biographie

### Débuts dans la SS
Le 1er décembre 1931, Otto Kumm adhère au parti nazi avec le no 421230. Le 1er avril 1934, il rejoint la SS en tant que Untersturmführer et sert dans le régiment « Germania » à Hambourg. En août 1934, il devient le chef du groupe politique de Hambourg et devient Obersturmführer. En septembre 1936, il est promu Hauptsturmführer. En décembre 1936, il est chef de la 2e compagnie du régiment « Deutschland » à Munich.

### Premières campagnes de la Seconde Guerre mondiale

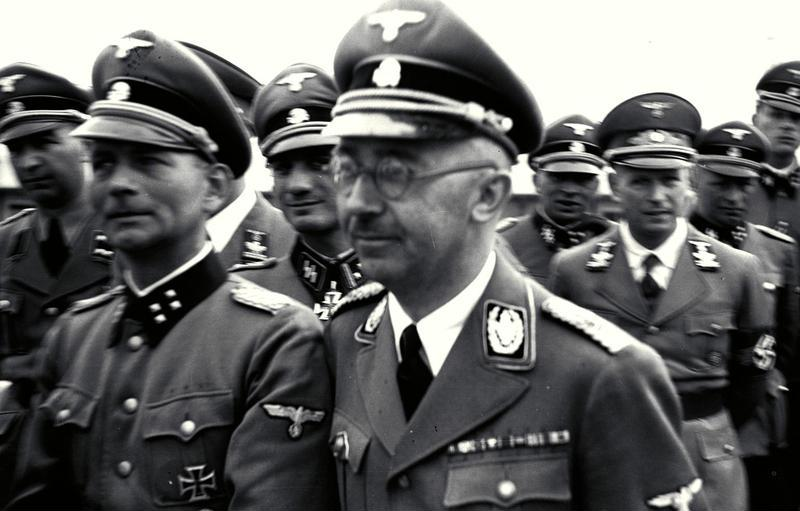
Visite du camp de concentration de Mauthausen, juin 1941 : de droite à gauche au premier plan, Himmler et Kumm (en tenue de Sturmbannführer).

### Front de l'Est 1945
Comme commandant de la 1re division SS « Leibstandarte SS Adolf Hitler » ou « LSSAH », Otto Kumm a pris part à l'opération Réveil du printemps (Frühlingserwachen) (du 6 au 16 mars 1945). Ce fut la dernière grande offensive allemande lancée au cours de la Seconde Guerre mondiale le 6 mars 1945. Les Allemands ont lancé des attaques en Hongrie, près de la région du lac Balaton sur le front de l'Est. Cette zone comprend certaines des dernières réserves de pétrole accessibles pour les Allemands à ce stade de la guerre. Trop ambitieuse, l'opération Frühlingserwachen est un échec. Après l'échec de Frühlingserwachen, Sepp Dietrich de la 6e SS Panzer Armee et la « LSSAH » se retirent dans la région de Vienne. Les Allemands établissent des positions défensives dans une tentative  désespérée de tenir la ville contre les Soviétiques.

### Derniers combats
Après la chute de Vienne, la « LSSAH » a été sommée par le Haut Commandement de l'armée allemande (Oberkommando der Wehrmacht ou OKW), du 20 avril au 2 mai, de faire mouvement de Zossen (près de Berlin) pour la zone de Mürwik (partie de Flensbourg en Allemagne du Nord, près de la frontière danoise). Otto Kumm et la « LSSAH » se sont rendus lors des avancées des forces britanniques. Le reste de la « LSSAH » (composée du bataillon « SS Leibstandarte » affecté à la garde du Führer) est resté dans Berlin auprès de Hitler[réf. nécessaire].

### L’après-guerre
Otto Kumm a survécu à la guerre et est devenu un homme d'affaires. Il a été un des fondateurs et le premier chef de l'organisation des vétérans des Waffen-SS, HIAG  (Hilfsgemeinschaft auf Gegenseitigkeit der ehemaligen Angehörigen der Waffen-SS e.V. ou en français « Association d’entraide mutuelle des anciens membres des Waffen-SS »).
Il meurt le 23 mars 2004. Au moment de sa mort, il était le dernier survivant des SS-Brigadeführer et Generalmajor de la Waffen-SS. Il était aussi le dernier survivant des porteurs de la croix de chevalier de la croix de fer avec feuilles de chêne et glaives.

## Promotions au sein de la SS
- SS-Mann : 1er décembre 1931
- SS-Untersturmführer : 1er avril 1934
- SS-Obersturmführer : août 1934
- SS-Hauptsturmführer : septembre 1936
- SS-Sturmbannführer : 1er octobre 1940

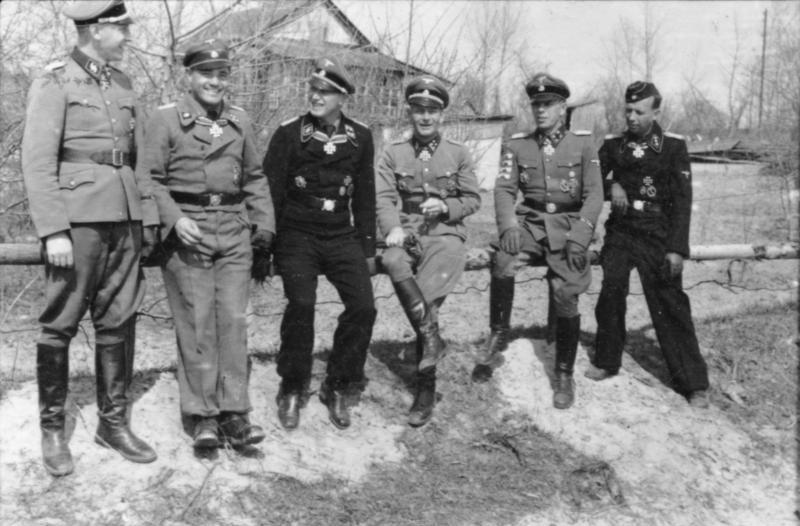
De gauche à droite : Sylvester Stadler,, Christian Tychsen, Otto Kumm (alors Obersturmbannführer), Vinzenz Kaiser et Karl-Heinz Worthmann en Union soviétique (6 avril 1943) à l'issue d'une cérémonie de remise de la croix de chevalier de la croix de fer au sein de la division SS « Das Reich ».

- SS-Obersturmbannführer : janvier 1942
- SS-Standartenführer : date inconnue, postérieure au 6 avril 1943[f]
- SS-Oberführer : 30 janvier 1944
- SS-Brigadeführer : 9 novembre 1944

## Décorations
- Croix de fer :
  - de 2e classe
  - de 1re classe.
- Insigne des blessés en noir.
- Insigne de combat d'infanterie en argent.
- Croix allemande en or : le 29 novembre 1941.
- Croix de chevalier de la croix de fer avec feuilles de chêne et glaives :
  - croix de chevalier de la croix de fer : le 16 février 1942
  - avec feuilles de chêne : le 6 avril 1943 no 221
  - avec feuilles de chêne et glaives : le 17 mars 1945 no 138